# Chlorocypha cyanifrons
Chlorocypha cyanifrons (лат.) — вид стрекоз из семейства Chlorocyphidae. Африка: Ангола; Камерун; Центральноафриканская Республика; Конго-Браззавиль; Демократическая Республика Конго; Экваториальная Гвинея; Габон; Нигерия. Рассматривается МСОП в статусе Вызывающие наименьшие опасения.

## Описание
Среднего размера стрекозы. Самцы сходны с C. trifaria: (а) лоб широко обозначен синим; (б) лабрум чёрный с 2 синими пятнами; (в) голени полностью чёрные, хотя иногда с беловатым налётом; (г) брюшко полностью красное. Однако отличается тем, что (1) встречается в нижней части Гвинеи и западной части бассейна Конго; (2) по крайней мере, переднеспинка, а в некоторых популяциях и заднеспинка чёрные и, следовательно, без синего цвета, то есть «нос» часто только дорсально синий. Встречаются в основном в верховьях рек, но также и в более крупных ручьях, затенённых лесом. Вероятно, часто с погружёнными в воду корнями, мёртвыми стволами или ветвями и/или грубым детритом. От 0 до 1300 м над уровнем моря, но в основном ниже 1000 м.